# Nihoa annulata
Espèce
Synonymes
- Idiommata annulata Kulczyński, 1908

Nihoa annulata est une espèce d'araignées mygalomorphes de la famille des Barychelidae.

## Distribution
Cette espèce est endémique de la province de Morobe en Papouasie-Nouvelle-Guinée,. Elle se rencontre vers Friedrich-Wilhelmshafen, Sattelburg et Simbang.

## Description
La femelle décrite par Raven en 1994 mesure 21 mm

## Publication originale
- Kulczyński, 1908 : Araneae musei nationalis Hungarici in regionibus Indica et Australia a Ludovico Biro collectae. Annals Historico-Naturales Musei Nationalis Hungarici, vol. 6, p. 428-494 (texte intégral).